# Кауфман, Михаил Константинович
Михаил Константинович фон Кауфман (25 декабря 1858 [6 января 1859], Санкт-Петербург, Российская империя — 
24 февраля 1891 [8 марта 1891]) — поручик, флигель-адъютант, участник Ахал-Текинского похода Михаила Дмитриевича Скобелева.
Родился 25 декабря 1858 года в Санкт-Петербурге, отец — генерал-майор (впоследствии генерал-адъютант и Туркестанский генерал-губернатор) Константин Петрович Кауфман, мать — дочь адмирала М. Б. Берха Юлия Морицовна. Образование получил в Пажеском корпусе, по окончании которого был выпущен в лейб-гвардии Конно-артиллерийскую батарею.
В 1880—1881 годах был командирован в Закаспийский край в состав Ахал-текинского отряда М. Д. Скобелева, где был назначен адъютантом начальника отрядного штаба полковника П. К. Гудим-Левковича, однако, за неприбытием последнего в Красноводск, был оставлен при штабе младшим адъютантом. Находился при штурме Геок-Тепе и последующем занятии Асхабада. По окончании военных действий был отправлен Скобелевым в Санкт-Петербург с донесениями. Н. А. Епанчин замечал по этому поводу: «С давнего времени был обычай, что государь назначает в Свою Свиту таких посланцев, так было и при Императоре Александре II. Но Кауфман прибыл в Петербург вскоре после 1 марта, и донесение он представил уже новому Императору — Александру III. Выслушав доклад Кауфмана, Государь сказал ему, что покойный Отец Его назначил бы Кауфмана флигель-адъютантом, а потому Он жалует ему это звание». Официально зачисление Кауфмана в Свиту флигель-адъютантом состоялось задним числом — со 2 марта 1881 года. После встречи с императором Кауфман продолжил службу в лейб-гвардии Конно-артиллерийской бригаде.
24 февраля 1891 года Михаил Кауфман покончил жизнь самоубийством, которое наделало много шума в столичном обществе и привлекло внимание высших лиц империи. Император Александр III в письме наследнику цесаревичу великому князю Николаю Александровичу сообщал о причине самоубийства: «24 Февраля застрелился флигель-адъютант Кауфман. Причиной была грязная история в „Аркадии“116, где его и мичмана графа Толстого побил армейский офицер за их грубость, а они промолчали про всё это, помирились с ним и даже пригласили его на другой день завтракать. Однако вся эта история узналась, по городу пошли толки, хотели провести дознание через полицию. Кауфман испугался и увидев, что дело плохо, взял да и застрелился. Он перед этим был за несколько часов у Рихтера117 и тут впервые увидел, что эта история так оставаться не может. Толстого уволили из службы, и он дрался с этим офицером (фамилия его Дворжицкий), никто не был ранен. Гвардейская конная артиллерийская бригада страшно смущена этой грязной историей».
Похоронен в Санкт-Петербурге на кладбище Новодевичьего монастыря.